# Václav Špale
Václav Špale (18. března 1950 v Mladé Boleslavi) je český akademický malíř, který se ve volné tvorbě věnuje malbě, kresbě, ilustraci, scénografii, tvorbě objektů a instalací. Restauruje nástěnné malby a sgrafita. Žije v Praze. Restaurátorsky působí zejména v Jižních Čechách. V letech 2010 a 2011 působil v Ústavu umění a designu Západočeské univerzity v Plzni.

## Studium
- 1966–1970 Střední odborná škola výtvarná v Praze;
- 1971–1977 Akademie výtvarných umění v Praze, prof. František Jiroudek;
- 1982–1985 Aspirantura na AVU v Praze, prof. František Jiroudek.

## Restaurátorská praxe
Od počátku 80. let restauruje nástěnné malby a sgrafita. Zejména v této době, ale i později spolupracuje s restaurátorem Ak.mal. Jiřím Čechem. Od roku 1991 má licenci Ministerstva kultury na „restaurování uměleckořemeslných dekorativních maleb“, od roku 1996 má licenci Ministerstva kultury na „restaurování nástěnných maleb a sgrafita“. Zejména v letech 1996 – 2002 vede tým i spolupracuje s kolektivem restaurátorek – absolventů Litomyšlské restaurátorské školy. Mezi lety 1996 a 2008, během prací na sgrafitových fasádách na zámku Kratochvíle, v Prachaticích a zejména ve Slavonicích se formuje jeho kritický postoj k předchozím restaurátorským zásahům na sgrafitech (viz publikace).

## Členství
- Spolek výtvarných umělců Mánes;
- Sdružení SERPENS – viceprezident;
- Sdružení restaurátorů REART Praha – předseda.

## Zastoupení ve sbírkách
- Národní galerie v Praze,
- Severočeská galerie v Litoměřicích,
- Alšova jihočeská galerie – Hluboká nad Vltavou,
- Orlická galerie – Rychnov nad Kněžnou,
- Kunsthalle Norimberk,
- Galerie na Malé Skále,
- soukromé sbírky v ČR, Itálii, USA, SRN, Řecku a Kanadě

## Ocenění
- 1977 Cena Arna Sáňky v soutěži Nejkrásnější knihy roku 1977.

## Samostatné výstavy
- 1981 – Galerie Václava Kramáře, Praha (s P. Chalabalou a V. Žabinským), obrazy;
- 1982 – Galerie 55, Kladno, grafika, kresby, ilustrace;
- 1985 – Malá galerie Československého spisovatele, Praha, kresby a ilustrace;
- 1987 – Orlická galerie, Rychnov nad Kněžnou (s M. Strahovskou), obrazy, kresby, ilustrace;
- 1987 – Galerie PKO, České Budějovice (s M. Strahovskou), obrazy;
- 1988 – Nová síň, Praha, obrazy a kresby;
- 1989 – Galerie Zlatá lilie, Praha (s M. Strahovskou), obrazy;
- 1990 – Malá galerie Československého spisovatele, Praha, kresby;
- 1991 – Galerie M, Český Krumlov, obrazy a kresby;
- 1993 – Okresní muzeum a Galerie Templ, Mladá Boleslav, obrazy, objekty, kresby;
- 1996 – Výstavní síň ATRIUM, Praha, žižkovské ateliéry II, obrazy a objekty;
- 1997 – Městské divadlo, Mladá Boleslav, kresby a ilustrace;
- 1997 – „výběr z tvorby“, Slavonická galerie, Slavonice (s M. Strahovskou), objekty, fotografie a instalace;
- 1998 – „Obrazy / kresby“ Galerie Jiřího Trnky, Plzeň;
- 1998 – „Nespatřené ilustrace a jiné kresby“, Galerie knihkupectví Paseka, Praha;
- 1999 – „Kresby apod.“, Galerie Špejchar, Dolní Skrýchov;
- 2000 – „po paměti“, Divadlo Husa na provázku, Galerie Foyer a Katakomby, Brno, obrazy, kresby, fotografie;
- 2002 – „otevřený účet“, Galerie 9, Praha, kresby;
- 2005 – „Dočesná, práce z roku 2005, Galerie S.V.U. Mánes DIAMANT, Praha, obrazy, objekty, fotografie;
- 2005 – „výběr z tvorby“, Masarykův kulturní dům, Mělník, obrazy a kresby;
- 2008 – „’08“ Galerie 9, Praha (s M. Strahovskou), obrazy;
- 2010 – „Vyskladněno“, Synagoga na Palmovce, Praha, instalace objektů obrazů a součástí scénografií;
- 2010 – "REKOGNOSKACE", Severočeská galerie výtvarných umění v Litoměřicích, Litoměřice;
- 2011 – "Divadelní odbočky", Galerie Modrá kočka, Cherson, Ukrajina;
- 2011 – "Nějak tak", Univerzitní galerie, Plzeň.

## Kolektivní výstavy
- 1977 – Pardubice, Východočeská galerie – Mladá tvorba;
- 1979 – Praha, Výtvarní umělci dětem;
- 1981 – Praha, Mánes – Nová tvorba mladých výtvarných umělců;
- 1982 – Košice, Východoslovenská galerie – Mezinárodní bienále malby;
- 1983 – Liberec, Oblastní galerie – Člověk a svět;
- 1984 – Liberec, Oblastní galerie – Současná krajina;
- 1984 – Praha, Galerie Václava Kramáře – Výtvarné umění a hudba;
- 1984 – Sofie, Galerie Šipka – III. mezinárodní soutěž a výstava mladých malířů;
- 1984 – Litoměřice, Severočeská galerie – Mladí malíři ČSR;
- 1985 – Cannes sur Mer – Mezinárodní festival malířství;
- 1985 – Ostrava, Janáčkova filharmonie – Výtvarné umění a hudba;
- 1985 – Frankfurt nad Mohanem – Jarní veletrh výtvarného umění;
- 1985 – Norimberk – Norishalle, Linz – Neue galerie – III. mezinárodní trienále kresby;
- 1985 – Poznaň – INTERART;
- 1986 – Galerie Fronta – Mladé ateliéry 1986;
- 1986 – Prostějov, Muzeum Prostějovska – Zasvěcování srdce – česká ilustrace;
- 1986 – Hluboká nad Vltavou, Alšova jihočeská galerie – Umění XX. století (přírůstky);
- 1986 – Smoljan, Okresní galerie – Výsledky VI. mezinárodního malířského plenéru;
- 1987 – Praha, Mánes – Obrazy a sochy pražských členů SČVU;
- 1988 – Praha, Výstaviště – Salón pražských výtvarných umělců;
- 1988 – Praha, Národní galerie – Z nových zisků;
- 1989 – Praha, Mánes, Restaurátorské umění 1948 – 1988;
- 1990 – Praha, Středočeská galerie – Člověk v obraze;
- 1991 – Praha, Galerie Fronta – Lipany poprvé;
- 1991 – Praha, Galerie Fronta, Proti zdi;
- 1992 – Vlkov, Galerie Sýpka – Na vlkovském poli;
- 1992 – Praha, Mánes – Lipany poprvé naposled;
- 1992 – Praha, Mánes – Členská výstava S.V.U. Mánes;
- 1992 – Praha, náměstí Republiky – ZA – nejkrásnější bezpečnostní dveře;
- 1992 – Mnichovo Hradiště, zámek – Výstava členů S.V.U. Mánes;
- 1992 – Malá Skála, Maloskalská galerie – 80 českých autorů 20. století;
- 1993 – Semily, Městské muzeum a galerie, – Od Lipan;
- 1993 – Martin, Turčianská galerie, Trenčín, Galerie – Lipany opět poprvé;
- 1993 – Jičín, Okresní muzeum a galerie – Letní setkání členů S.V.U. Mánes;
- 1993 – Milano, Galeria de la Rotunda, Mozart: variazioni;
- 1994 – Praha, Mánes – Mánes Mánesu;
- 1995 – Sarajevo, Národní galerie – Praha v Sarajevu;
- 1996 – Semily, Pojizerská galerie – Kresba Mánesa;
- 1996 – Písek, Galerie Portyč – Bienále malby, grafiky a plastiky ’96;
- 1997 – Praha, Mánes – Kresba členů S.V.U. Mánes a jejich hostů;
- 1998 – Plzeň, Galerie Jiřího Trnky – Kresby členů S.V.U. Mánes;
- 1998 – Praha, Mánes – Pocta Janu Bauchovi;
- 1999 – Týn nad Vltavou, Městská galerie – Vltavotýnské výtvarné dvorky;
- 1999 – Bechyně, Muzeum Vladimíra Preclíka, Malíři S.V.U. Mánes;
- 1999 – České Budějovice, Dům Metropol – INTERSALON AJV 99;
- 2001 – Ostrava, Nová síň – 630cm2 Mail-Art Ostrava 2001;
- 2002 – Praha, Löwitův mlýn – Mánes ve mlýnici;
- 2003 – Praha, Galerie kritiků – Krajina domova třetího tisíciletí;
- 2003 – Pardubice, Východočeské divadlo – Múzám, Městu, Národu – Divadelní opony v Čechách a na Moravě v 19. a 21. století;
- 2004 – Kladno, Zámecká galerie města Kladna – Kladenský salon 2004;
- 2004 – Praha, Galerie S.V.U. Mánes Diamant – Umění se kterým žiju, obraz a socha v bytě;
- 2006 – Kladno, Zámecká galerie města Kladna – Kladenský salon 2006;
- 2006 – Olomouc, Galerie Mona Lisa – His Master’s Freud;
- 2007 – Praha, Galerie 9 – Deset z 9, práce na papíře;
- 2007 – Chorzow, Městská Galerie umění MM – Deset z 9, práce na papíře;
- 2007 – Praha, Galerie S.V.U. Mánes Diamant – Mánes Mánesu, členové spolku k 120. výročí založení S.V.U. Mánes;
- 2008 – Česká Třebová, Galerie Ještě-R;
- 2008 – Kladno, Zámecká galerie města Kladna – Kladenský salon 2008;
- 2008 – Praha, GHMP – Trojský zámek – plastiky a objekty;
- 2009 – Praha, Galerie S.V.U. Mánes Diamant – Členská výstava Š-T;
- 2009 – Bratislava, Galerie Slovenské výtvarné únie – Spolek výtvarných umělců Mánes;
- 2009 – Berlín, Saarländische Galerie – Spolek výtvarných umělců Mánes(1887-2009);
- 2010 – Praha, Galerie S.V.U. Mánes Diamant – Jubilanti Mánesa 2010;
- 2010 – Bratislava, Galerie Slovenské výtvarné únie, S.V.U. Mánes – OHLÉDNUTÍ;
- 2011 – Praha, Galerie S.V.U. Mánes Diamant, 68 až 80.

## Účast na sympóziích, projektech
- 1990 – Výstava umělců ve věznici ve Valdicích;
- 1991 – Mezinárodní setkání “je otevřeno, it’s open ”, České Budějovice, objekt „Volný pokoj“;
- 1992 – “Barok a dnešek”, kostel Zvěstování Panny Marie v Litoměřicích, iluzívní malba “Hlubina“;
- 1993 – “Zastavený čas”, Synagoga na Palmovce, pracovní setkání devíti pražských a moravských umělců;
- 1994 – Pokračování projektu “Zastavený čas II”, židovské ghetto a synagoga v Třebíči;
- 1994 – Výběr „Zastavený čas II – z Třebíče na Palmovku“, Synagoga na Palmovce;
- 1994 – “Otevřený dialog”, kostel Zvěstování Panny Marie v Litoměřicích, objekt „Hlubina II“;
- 1994 – „Mezinárodní instalační symposium ŠAMIS“ v bývalém augustiniánském klášteře ve Šternberku, iluzívní malba „Chodba“;
- 1994 – „Návštěva“, instalace bez diváků, bývalá jezuitská kolej v Hradci Králové;
- 1995 – Mezinárodní festival performance a akčního umění Serpens – performance “Pocta Vladimíru Boudníkovi”;
- 1995 – Expozice “Imaginace bolesti”, iluzívní malba „Bez názvu“ a scénografie divadelního představení “Jób” v rámci festivalu “Starý zákon v umění”, představení bylo dále uvedeno na mezinárodních festivalech;
- 1995 – IV. ročník mezinárodního symposia ve Šternberku ŠIPS, performance “Nekonečná grafika“;
- 1996 – Mezinárodního festivalu performance a akčního umění Serpens I, představení “Trny a poupata”;
- 1996 – Divadelní akce “Babel? Zmatení? Brána boží? ...?”, Synagoga na Palmovce, výtvarné řešení;
- 1998 – Multimediální akce “Hrabalova Libeň”, Synagoga na Palmovce, výtvarné řešení;
- 1999 – Představení “Básníci periferie”, Synagoga na Palmovce, výtvarné řešení;
- 2000 – „ARCHA divadlo v pohybu“, společného projektu Sdružení SERPENS, Divadla Husa na Provázku – CED a Divadla ARCHA v rámci projektu Praha – Evropské město kultury roku 2000, projekt byl reprizován v Brně, námět, výtvarné řešení, produkce;
- 2003 – spoluúčast na expozici „Hladiny“ – instalace „Soutok“;
- 2003 – Mezinárodní symposium „papír 03“ v Předklášteří u Tišnova a v Synagoze na Palmovce;
- 2004 – Oslavy nedožitých devadesátin Bohumila Hrabala v Libni „Hrabalova devadesátka“, v rámci projektu instalace „Automat Svět“ v bývalém legendárním bufetu, výtvarné řešení představení „Hrabaliáda“ Činoherní klub v Praze, Jihočeské divadlo České Budějovice), dramatizace a výtvarné řešení Hrabalových povídek „Na dně perlička“.

## Ilustrace
Od roku 1981 realizoval celkem 30 titulů ilustrací pro nakladatelství Československý spisovatel, Profil, Albatros, Lidové nakladatelství, Blok, Mladé letá, Mladá fronta a Odeon.

## Scénografie
- 1997 – “Hanswurst v dochtorském divadle na trzích nepostradatelný, aneb Pražští ševci” (Městské divadlo v Mladé Boleslavi, později Divadlo na Prádle);
- 1998 – “Babička” (Divadlo Husa na provázku);
- 2001 – „Originální kabaret Orten -Kafka“, (Divadlo SERPENS, uvedeno rovněž na mezinárodních festivalech „Next wawe“ v Praze a „Divadlo na vodě“ v Brně);
- 2004 – „Maja“ (Jihočeské divadlo České Budějovice);
- 2004 – „Zasněžená romance“ (Divadlo Skelet);
- 2003 – „Husa a Švejk“ (Divadlo Husa na provázku);
- 2003 – „Škleb aneb Šašek a král dle slovutného Michela de Ghelderode“, (Divadlo Valmet a Divadlo SERPENS představení bylo dále uvedeno na mezinárodním festivalu „Divadlo v pohybu 04“ v Brně);
- 2005 – „Babička“ (Jihočeské divadlo České Budějovice – Otáčivé hlediště Český Krumlov;
- 2005 – „O myších a lidech“ (Jihočeské divadlo České Budějovice);
- 2007 – „Krajina Harolda Pintera“ (Klicperovo divadlo Hradec Králové);
- 2010 – „Komunizmus“ (Jihočeské divadlo České Budějovice);
- 2011 – „Ostře sledované vlaky“ (Městské divadlo Mladá Boleslav);
- 2012 – „Vernisáž – Pět tet“ (Městské divadlo Mladá Boleslav.

## Divadlo
- 2006–11 – „O rackovi a kočce, která ho naučila létat“ (divadlo Serpens), loutkové představení, spoluautor scénáře, výtv. řešení a loutky, účinkování. Představení uvedeno na festivalech: Pražské dny divadla;
- 2007 (Pražské quadrienale), Divadlo evropských regionů 2009 (Hradec Králové), Vlnobití, Přelet nad loutkářským hnízdem 2007, Divadelní Flóra Olomouc 2011, Noc kejklířů Brno 2011 a bylo nominováno v anketě Divadelních novin na inscenaci roku 2007;
- 2007 – „Via Archa 2007“, Pražské Quadrienale, Divadlo Serpens, site-specific představení, scénář, výtv. řešení, produkce;
- 2008 – „Dárek pro hraběnku“, zahrada Trojského zámku, site-specific představení, spoluautor scénáře, výtv. řešení a produkce;
- 2009–11 – „Hlína“ (divadlo Serpens), multimediální představení, scénář, režie, scéna a loutky. Představení uvedeno na festivalech: (Pražské quadrienale 2011), Divadlo evropských regionů 2010 (Hradec Králové), Mezinárodní festival dětského divadla v Jaffo 2011 (Izrael);
- 2010–11 – "Prokopnutý buben" (divadlo Serpens), site-specific představení, dramatizace, výtvarné řešení, produkce. Představení uvedeno na festivalu Divadlo evropských regionů 2011 (Hradec Králové).

## Rekonstrukce maleb
- 2002 – „Deset století architektury“, Jízdárna Pražského hradu, rekonstrukce prostorového náznaku výtvarného řešení předpolí chrámu sv. Víta na Pražském Hradě při svatořečení sv. Jana Nepomuckého v roce 1729 v třetinovém měřítku;
- 2003 – S kolektivem spolupracovníků rekonstrukce malované opony v Městském divadle v Pardubicích.

## Restaurátorské práce
- 1980 – 82 – Malířská výzdoba zrcadlového sálu na zámku Lnáře – restaurování pozdně barokních maleb (s J.Čechem);
- 1982 – 84 – Bývalá kaple na hradě Rožmberk – restaurování a transfery manýristických maleb (s J. Čechem);
- 1989 – Malby na lóži, balkónu a v přízemí zámeckého barokního divadla českokrumlovského zámku – restaurování barokních maleb (s J. Čechem);
- 1990 – 91 – Nástropní malba v Maškarním a ve Vitrínovém sále zámku Český Krumlov – restaurování barokních maleb (s J. Čechem);
- 1992 – Dům č.p. 603/15 Staroměstské námšstí v Praze – restaurátorský průzkum a restaurování raně barokní malby (s J. Čechem);
- 1993 – Schwarzenberský palác, Voršilská ul., v Praze – restaurátorský průzkum celého objektu a restaurování části nástěnných maleb (s J. Čechem);
- 1995 – Bazilika Navštívení Panny Marie v Milevském klášteře – restaurátorský průzkum na plášti
- 1994 – 95 – Nástěnné malby na plášti spojovací chodby na Latránu v Českém Krumlově – průzkum, restaurování a rekonstrukce renesančních maleb (s J. Čechem a M. Stroblovou);
- 1994 – 95 – Dům v Thunovské ul. č.184, Praha – Malá Strana, restaurátorský průzkum v celém objektu a na fasádách a restaurování malovaného renesančního záklopového stropu (s J. Čechem a M. Stroblovou);
- 1995-03 – Interiéry a plášť třeboňského zámku – restaurátorské průzkumy, restaurování vstupní renesanční brány (s J. Čechem);
- 1995 – Kostel svatého archanděla Michaela v Pacově – restaurátorský průzkum na fasádě, odkrytí a konzervace, restaurování a rekonstrukce částí gotických a renesančních maleb na fasádě;
- 1995 – 96 – Augustiniánský klášter v Třeboni – restaurátorský průzkum a restaurování gotických nástěnných maleb v ambitech (s J. Čechem, M. Stroblovou);
- 1996 – 99 – Valdštejnský palác v Praze – restaurátorský průzkum ve všech objektech, na fasádách a v zahradě paláce, restaurování pozdně barokních nástěnných maleb v objektech A a B (samostatně a jako vedoucí rest. kolektivu);
- 1996 – 2005 – Kostel sv. Mikuláše biskupa v Rožmberku nad Vltavou – restaurátorský průzkum a následné restaurování pláště a gotických nástěnných maleb;
- 1996 – 2008 – Fasády s renesanční figurální sgrafitovou výzdobou ve Slavonicích, domy č.p. 453, 538, 518, 517, 528, s dekorativní výzdobou 477, 454, 464, 465, 535, 534, 479, 514 – restaurování a rekonstrukce;
- 1998 – 1999 – Kostel Narození Panny Marie v Cetvinách – restaurátorský průzkum, restaurování a rekonstrukce gotických maleb na části pláště a v presbytáři (s J. Čechem);
- 1998 – 2000 – Nástěnná malba Svatojiřské legendy na zámku Jindřichův Hradec – průzkum a restaurování gotických nástěnných maleb (s J.Čechem);
- 1999 – 2000 – Nástropní malba v sala terreně Valdštejnského paláce v Praze na Malé Straně – restaurování manýristické malby (s J.Čechem);
- 1999 – 2000 Malířská a plastická výzdoba interiéru synagogy v Kolíně – restaurování renesanční malby a štuků (jako vedoucí restaurátorského kolektivu);
- 2000 – 01 – Východní obvodová zeď a přilehlé objekty na zámku Kratochvíle – restaurování omítek, nástěnných maleb a sgrafit (jako vedoucí restaurátorského kolektivu);
- 2001 – 02 – Kostel svatého Jiljí a Panny Marie Královny v Třeboni – restaurování gotických nástěnných maleb v interiéru;
- 2001 – 08 – Plášť kostela sv. Linharta v Lidéřovicích – průzkum a restaurování gotických omítek pláště a restaurování gotických a raně barokních maleb v interiéru, (samostatně a jako vedoucí restaurátorského kolektivu);
- 2003 – Cisterciácký klášter ve Vyšším Brodě – budova bývalé lékárny – restaurování a rekonstrukce malířské raně barokní výzdoby pláště (s J.Čechem);
- 2003 – 06 – Trojský zámek v Praze – nástěnné malby, omítky a reliéfy na ohradní zdi – průzkum a záchranné práce, restaurování a rekonstrukce barokních prvků, (samostatně a s J. Brabcem);
- 2005 – 12 – Synagoga Písek, průzkum interiéru a restaurování výzdoby z poloviny 19. století;
- 2006 – 12 – Kostel sv. Víta v Jemnici, průzkum a restaurování barokních maleb v interiéru kostela;
- 2006 – Velká Míčovna Pražského Hradu, restaurátorský průzkum renesanční sgrafitové fasády;
- 2007 – Budova radnice v Kolíně, restaurování a rekonstrukce nástěnných maleb a sgrafit z konce 19. století;
- 2007-09 – Kostel Nanebevzetí Panny Marie ve Slavonicích, restaurování gotických nástěnných maleb v Bílkovské kapli;
- 2008 – Dům čp. 7 v Českých Budějovicích, průzkum a restaurování renesančních maleb;
- 2008 – Kostel Nanebevzetí Panny Marie v Bavorově, restaurování nástěnných gotických maleb v interiéru kostela;
- 2010 – Dům U Kamenného zvonu Praha, restaurování gotických maleb v kapli;
- 2011 – Valdštejnský palác v Praze, oratoř vévody, revize nástěnných a nástropních maleb;
- 2011 – Konvent františkánského kláštera při kostele sv. Františka Serafínského ve Voticích, restaurování a rekonstrukce slunečních hodin;
- 2012 – Kaple sv. Víta v Třeboni, restaurování barokních maleb v interiéru kaple.

## Publikace
- „Restaurátorské práce na lóži, balkónu a v přízemí barokního divadla SZ Č. Krumlov“, Sborník „Barokní divadlo v Českém Krumlově“, vydal PÚ Č. Budějovice 1993 (s J. Čechem);
- „Nález renesančního povalového stropu v prostorách spojených částí prvních podlaží v domech Malé náměstí č.14, č.p. 456 a Karlova 48, č.p.455, Praha 1“, Průzkumy památek I. 1994, vydal PÚ Stř.Čechy;
- „Problémy restaurovaných sgrafit“ sborník Dobrš ’96;
- „Nález malovaného plátěného stropu – Valdšt. palác, Praha, Malá Strana“, Zprávy památkové péče 3/1999, vydal SUPP Praha;
- „Restaurování gotických nástěnných maleb v bývalé kapli sv.Kateřiny v Rožmberku nad Vltavou“, Zprávy památkové péče č.8/2001, vydal SUPP Praha;
- „Problémy restaurování již restaurovaných sgrafit – Fasáda domu čp.9 v Prachaticích“, SPEKTRA č.3/2003;
- „Problémy restaurování již restaurovaných sgrafit“, Zprávy památkové péče č.6/2003, vydal NPÚ Praha;
- „Použití přírodních kamenů jako důležité složky výzdoby zahradních prospektů v Trojském zámku“, sborník konference WTA Praha 2004, (s J. Brabcem, P. Hoftichovou a R. Stroufem)
- „Odkrytí a restaurování malířské výzdoby z druhé poloviny 15. století kostela Narození Panny Marie v Cetvinách“, SPEKTRA č.1/2004 (s J. Čechem);
- „Slavonická sgrafita a jejich restaurování“, Zprávy památkové péče č.3/2005, vydal NPÚ Praha
- „Rekonstrukce původní malované opony Městského divadla v Pardubicích“, SPEKTRA č.1/2005;
- „Restaurátorské zásahy na sgrafitové výzdobě severního průčelí Velké Míčovny v Královské zahradě Pražského hradu“, sborník konference Arte-fakt „Restaurování restaurovaného“ Litomyšl 2007;
- „Konsolidace omítek a sgrafit organokřemičitými prostředky“, sborník konference; „Organokřemičitany v české památkové praxi“, vydal NPÚ Praha 2008;
- „Vynucená totální rekonstrukce renesanční sgrafitové fasády domu čp. 517 ve Slavonicích“, sborník mezioborového semináře FRUP „Sgrafito 16. – 20. století“, Litomyšl 2009;
- „Restaurování sgrafit – historie a současnost“, sborník semináře „Sgrafita – možnosti a omezení restaurování“, vydala Společnost pro technologie ochrany památek, Praha 2011;
- „Koncepce restaurování a rekonstrukce zahradních prospektů zámku Trója“, sborník konference; „Restaurování a ochrana uměleckých děl – Koncepce restaurátorského zásahu“ Kutná Hora 2011, vydalo sdružení pro ochranu památek Arte-fakt.

## Kurátorská a organizační činnost
V roce 1990 se podílí na vzniku Umělecké společnosti Praha a jejích dalších aktivitách.
V roce 1990 spoluzakládá volné sdružení malířů, sochařů a grafiků Lipany, pro které postupně organizuje výstavní projekty: 1991- “Lipany poprvé”, Galerie Fronta, Praha; 1992 – “Lipany poprvé naposled”, Mánes, Praha a “Na vlkovském poli”, Galerie Sýpka Vlkov a Art galerie, Žďár nad Sázavou; 1993 – “Lipany opět poprvé”, Turčianská galerie, Martin a Galerie Trenčín a “Od Lipan”, Městské muzeum a galerie, Semily.
V roce 1993 iniciuje zpřístupnění objektu bývalé synagogy v Praze na Palmovce pro výtvarné akce a expozice. Společně s Radkem Horáčkem organizuje a sám se účastní série projektů – “Zastavený čas”, Synagoga na Palmovce, pracovní setkání devíti pražských a moravských umělců; 1994 – pokračování projektu “Zastavený čas II”, židovské ghetto a synagoga v Třebíči; výběr „Zastavený čas II – z Třebíče na Palmovku“, Synagoga na Palmovce.
V roce 1995 spoluzakládá Sdružení Serpens, které, nejprve s Divadlem Ensemble, později samostatně, pokračuje v aktivitách v libeňské Synagoze, rozšířených i na oblast divadla a hudby. Je dramaturgem akcí, spoluautorem a scénografem divadelních projektů, které Sdružení SERPENS realizuje a od roku 1998 kurátorem výstavních projektů.
V roce 2000 je autorem námětu, spoluautorem a producentem akce „ARCHA divadlo v pohybu“, společného projektu Sdružení SERPENS, Divadla Husa na Provázku – CED a Divadla ARCHA v rámci projektu Praha – Evropské město kultury roku 2000, projekt byl reprizován v Brně.
V letech 2001-2002 se Sdružením SERPENS rozšiřuje na jednu sezónu své aktivity do objektu Löwitova mlýna v Libni, kde se podílí na představení „Básníci a periferie“ a organizuje výstavní projekty.
V roce 2004 je spoluautorem a spoluproducentem oslav nedožitých devadesátin Bohumila Hrabala v Libni pod názvem „Hrabalova devadesátka“.
Od roku 1994 je spoluautorem a spolukurátorem některých výstavních projektů S.V.U.Mánes: 1994 – „Mánes Mánesu“, Výstavní síň Mánes v Praze; 2001 „Možná první a zatím poslední“, Výstavní síň Mánes v Praze; 2002 „Mánes ve mlýnici“ – Löwitův mlýn v Libni; 2004 „Umění se kterým žiju – obraz a socha v bytě“, Galerie S.V.U.Mámes Diamant v Praze; 2007 „Mánes Mánesu – členové spolku k 120. výročí založení S.V.U. Mánes, Galerie S.V.U.Mánes Diamant; 2009 „Spolek výtvarných umělců Mánes (1887-2009)“, Berlín; 2009 „Spolek výtvarných umělců Mánes“, Bratislava; 2011 "68 až 80", Galerie S.V.U.Mánes Diamant v Praze.

## Prameny
Archiv Václava Špale.